# Budować dom na skale. Rekolekcje dla narzeczonych
Budować dom na skale. Rekolekcje dla narzeczonych – rekolekcje wygłoszone przez biskupa Karola Wojtyłę w kościele św. Anny w Krakowie w dniach 19-21 grudnia 1960 roku.
Publikację rekolekcji przygotowano na podstawie tekstu  z Ośrodka Dokumentacji i Studium Pontyfikatu Jana Pawła II w Rzymie. Rekolekcje dla narzeczonych Karola Wojtyły zredagował i opracował ks. Andrzej Dobrzyński, słowo wstępne napisał ks. Władysław Gasidło.
Pierwsze wydanie ukazało się w 2012 roku nakładem Instytutu Dialogu Międzykulturowego im. Jana Pawła II w Krakowie oraz Fundacji Jana Pawła II – Ośrodka Dokumentacji i Studium Pontyfikatu w Rzymie. W wydaniu drugim z 2014 roku uzupełniono publikację o część zatytułowaną Oblubieńczy sakrament. Ukazała się także edycja włoskojęzyczna rekolekcji.

## Treść
- Nauka I, Ślubować prawdę przed Bogiem
  - Nauka Wojtyły opatrzona została podtytułami naniesionymi podczas opracowywania rekolekcji[2]: I Religijny charakter przysięgi małżeńskiej, II Ślub złożony przed Bogiem, III Szafarze małżeństwa i jego świadkowie, IV Wyprosić łaskę na całe życie
- Nauka II, Twórcza miłość i wierność do końca
  - Podtytuły: I Zaufanie owocem wiernej miłości, II Nierozerwalność małżeństwa, III Wzajemność i wspólne dobro małżonków.
- Nauka III, Uczciwość małżeńska
  - Podtytuły: I Cele małżeństwa, II Pożycie małżeńskie i potomstwo, III Jedność duchowa i cielesna, IV Odpowiedzialność za małżeństwo i rodzinę, V Sakrament ofiarnej miłości

Karol Wojtyła w rekolekcjach dla narzeczonych wypowiada się m.in. w kwestii seksualności: 

Pożądliwość ciała sama w sobie nie jest jeszcze żadnym wynaturzeniem. Jest prostą konsekwencją popędu naturalnego, popędu płciowego, w który rodzaj ludzki został wyposażony przez Stwórcę dla wielkich celów, dla utrzymania mianowicie egzystencji tego rodzaju. A zatem, kiedy słyszymy o pożądaniu cielesnym czy nawet pożądliwości ciała i o jej zaspokajaniu, to niech się nam to nie kojarzy zaraz z czymś ujemnym moralnie, z jakimś grzechem, z czymś moralnie złym. Niemniej to zaspokojenie pożądliwości ciała nie jest samodzielnym celem małżeństwa i nie jest pierwszym celem małżeństwa.

Samo małżeństwo natomiast Autor porównuje do kapłaństwa: 

Moi drodzy, to małżeństwo, ten sakrament, który macie przyjąć, ma w sobie coś kapłańskiego. To jest jak gdyby kapłaństwo życia rodzinnego, kapłaństwo ludzkiej miłości, kapłaństwo ludzkiego losu, kapłaństwo rodzenia i wychowania dzieci.

Publikacja stanowi jeden z podstawowych i najpełniejszych tekstów Karola Wojtyły dotyczących istoty małżeństwa.